# Derichthyidae
Famille
Les Derichthyidae forment une famille de poissons d'eau de mer de l'ordre des Anguilliformes. Seules trois espèces réparties sur deux genres sont concernées.

## Répartition
Les Derichthyidae sont présents dans les océans Atlantique, Indien et Pacifique généralement à grande profondeur (de -200 à −2 000 m selon les espèces).

## Description
Ce sont des poissons serpentiformes dont la taille est comprise entre 30 et 60 cm.

## Liste des genres
- genre Derichthys Gill, 1884
- genre Nessorhamphus Schmidt, 1931